# Líbia a 2012. évi nyári olimpiai játékokon
Líbia a nagy-britanniai Londonban megrendezett 2012. évi nyári olimpiai játékok egyik részt vevő nemzete volt. Az országot az olimpián 4 sportágban 5 sportoló képviselte, akik érmet nem szereztek.

## Atlétika
Férfi

| Versenyző           | Versenyszám | Eredmény      | Helyezés      |
| ------------------- | ----------- | ------------- | ------------- |
| Ali Mabrúk ez-Zájdi | Maraton     | nem ért célba | nem ért célba |

Női

| Versenyző  | Versenyszám | Selejtező | Selejtező | Selejtező | Előfutam | Előfutam | Előfutam | Elődöntő | Elődöntő | Elődöntő | Döntő   | Döntő    |
| Versenyző  | Versenyszám | Idő       | Hely.     | Össz.     | Idő      | Hely.    | Össz.    | Idő      | Hely.    | Össz.    | Idő     | Helyezés |
| ---------- | ----------- | --------- | --------- | --------- | -------- | -------- | -------- | -------- | -------- | -------- | ------- | -------- |
| Hála Gezáh | 100 m       | 13,24     | 5.        | 23.       | kiesett  | kiesett  | kiesett  | kiesett  | kiesett  | kiesett  | kiesett | kiesett  |

## Cselgáncs
Férfi

| Versenyző                | Versenyszám | Selejtező         | 32-es főtábla                            | Nyolcaddöntő      | Negyeddöntő       | Elődöntő          | Vigaszág elődöntő | Bronz- mérkőzés   | Döntő             | Helyezés |
| Versenyző                | Versenyszám | Ellenfél Eredmény | Ellenfél Eredmény                        | Ellenfél Eredmény | Ellenfél Eredmény | Ellenfél Eredmény | Ellenfél Eredmény | Ellenfél Eredmény | Ellenfél Eredmény | Helyezés |
| ------------------------ | ----------- | ----------------- | ---------------------------------------- | ----------------- | ----------------- | ----------------- | ----------------- | ----------------- | ----------------- | -------- |
| Ahmed Júszef el-Kavíszeh | Harmatsúly  |                   | Mirzokhid Farmonov (UZB) · 000(2)-101(1) | kiesett           | kiesett           | kiesett           |                   |                   |                   | 17.      |

## Súlyemelés
Férfi

| Versenyző    | Versenyszám | Szakítás   | Szakítás   | Lökés      | Lökés      | Összesen   | Helyezés   |
| Versenyző    | Versenyszám | Eredmény   | Helyezés   | Eredmény   | Helyezés   | Összesen   | Helyezés   |
| ------------ | ----------- | ---------- | ---------- | ---------- | ---------- | ---------- | ---------- |
| Ali el-Kekli | 85 kg       | nem indult | nem indult | nem indult | nem indult | nem indult | nem indult |

## Úszás
Férfi

| Versenyző       | Versenyszám    | Előfutam | Előfutam | Előfutam | Elődöntő | Elődöntő | Elődöntő | Döntő   | Döntő    |
| Versenyző       | Versenyszám    | Idő      | Hely.    | Össz.    | Idő      | Hely.    | Össz.    | Idő     | Helyezés |
| --------------- | -------------- | -------- | -------- | -------- | -------- | -------- | -------- | ------- | -------- |
| Szofján el-Gadi | 100 m pillangó | 56,99    | 1.       | 41.      | kiesett  | kiesett  | kiesett  | kiesett | kiesett  |